# クレメンス (小惑星)
クレメンス (1919 Clemence) は小惑星帯に位置する小惑星である。アルゼンチンのサンフアン州のレオンシット天体観測施設群で、ジェームズ・B・ギブソンとカルロス・チェスコによって発見された。自転周期が長いのが特徴。
天体力学の分野で貢献したアメリカ合衆国の天文学者、ジェラルド・クレメンスに因んで命名された。